# Elisabetta Dami
Elisabetta Dami (Milaan, 1958) is een Italiaanse schrijfster.

## Schrijverscarrière
Dami is de auteur van de Geronimo Stilton-reeks, een serie bestsellerkinderboeken. Ze schrijft onder andere onder het pseudoniem Geronimo Stilton. Ze is mede-eigenaar van de in Italië gevestigde uitgeverij Edizioni Piemme. In 1999 ontstond bij die uitgeverij het idee om een serie boeken over Geronimo Stilton te maken. Dami is overigens niet meer de enige schrijver van de boekenreeks, de avonturen worden bedacht door een team van schrijvers en tekenaars.
- Biblioteca Nacional de España: XX901020
- Bibliothèque nationale de France: cb12732433t (data)
- Catàleg d'autoritats de noms i títols de Catalunya: 981058511369906706
- Gemeinsame Normdatei: 1015898467
- International Standard Name Identifier: 0000 0001 2028 6323
- Library of Congress Control Number: no2008068999
- Nationale Bibliotheek van Letland: 000203757
- Nationale Bibliotheek van Tsjechië: jo2011657799
- Nationale Bibliotheek van Israël: 987007547019605171
- Nationale en Universitaire bibliotheek Zagreb: 000642032
- Nederlandse Thesaurus van Auteursnamen: 323836666
- Istituto Centrale per il Catalogo Unico: CFIV349039
- Système universitaire de documentation: 163353786
- Virtual International Authority File: 200146462772527772798